# Homopus solus
Homopus solus là một loài rùa trong họ Testudinidae. Loài này được Branch mô tả khoa học đầu tiên năm 2007.